# Gruźlica
Gruźlica (łac. Tuberculosis) – bakteryjna choroba zakaźna zwierząt, ludzi (→ gruźlica człowieka), wywoływana przez prątki gruźlicy. Występuje na całym świecie.

## Etiologia
Chorobę powodują prątki gruźlicy – są to pałeczki cienkie, proste lub lekko zgięte. Są kwasooporne, zasadooporne, alkoholooporne. Nie posiadają rzęsek ani otoczek. Są to bakterie Gram-dodatnie, tlenowce, należą do rodzaju Mycobacterium. W etiologii gruźlicy zwierząt domowych znaczenie mają trzy typy prątków: Mycobacterium bovis, Mycobacterium avium i Mycobacterium tuberculosis. Te trzy typy prątków wraz z Mycobacterium microti tworzą grupę gatunków bezwzględnie chorobotwórczych i nazywamy je prątkami typowymi. Oprócz nich występują tak zwane prątki atypowe. Niektóre z nich mogą być warunkowo chorobotwórcze.
| Typ prątka gruźlicy     | Wysoka zjadliwość w warunkach naturalnych | Słaba zjadliwość w warunkach naturalnych |
| ----------------------- | ----------------------------------------- | ---------------------------------------- |
| Ludzki – M.tuberculosis | człowiek małpa                            | pies świnia koń bydło kot                |
| Bydlęcy – M.bovis       | bydło człowiek małpa kot świnia koza      | koń pies owca                            |
| Ptasi – M. avium        | kura indyk gołąb kaczka gęś               | świnia bydło owca koń koza               |
| Mysi – M.microti        | mysz polna                                |                                          |

Prątki są wrażliwe na światło słoneczne, na promienie UV. Wykazują za to dużą odporność na gnicie i wysychanie. W wydalinach zarówno ludzkich jak i zwierzęcych wykazują zdolności życiowe nawet przez kilka miesięcy. W wodzie przeżywają do 3 miesięcy. W kwaśnym mleku zachowują zdolności życiowe nawet do 2 tygodni, w maśle 1 miesiąc, w serach miękkich nawet pół roku. Prątków nie niszczą też takie procesy technologiczne jak wędzenie, peklowanie, solenie. Wykazują dość znaczną odporność na konwencjonalne środki dezynfekcyjne.

## Źródła zakażenia i patogeneza
Głównym źródłem zakażenia jest chory człowiek lub chore zwierzę rozsiewające prątki do środowiska. Do zarażenia może dojść prątkami obecnymi w paszy, wodzie, środowisku oraz drogą kontaktową. W dużych skupiskach zwierząt (chów alkierzowy) zakażenie następuje głównie przez drogi oddechowe jako zakażenie aerogenne, kropelkowe lub pyłowe. Inną możliwą drogą wniknięcia zarazków jest zakażenie alimentarne. Mamy do czynienia z tą formą zakażenia u cieląt, świń oraz zwierząt futerkowych. Inne sposoby zakażenia to: zakażenie laktogenne, zakażenie podczas aktu płciowego, wewnątrzmaciczne, przez pępowinę, poprzez otarcia naskórka, zranienia. Prątki po dostaniu się do organizmu rozwijają się w miejscu usadowienia, doprowadzając do powstania focus primarus. W tym ognisku zapalnym tworzy się tkanka ziarninowa o tak charakterystycznej strukturze, że umożliwia wnioskowanie o rodzaju schorzenia bez potrzeby wykazania obecności prątków.

## Objawy
Okres inkubacji choroby jest na ogół długi i uzależniony od wielu czynników. Przede wszystkim mają znaczenie: gatunek zwierzęcia, którego choroba dotyczy, zjadliwość zarazka oraz stan odporności zwierzęcia. W związku z wszystkimi powyższymi czynnikami rozwój choroby może trwać nawet lata. W zależności od zaawansowania procesu gruźliczego objawy są różne i wyraźne dopiero w przypadku gruźlicy zaawansowanej.

### Bydło
Gruźlica u bydła dotyczy najczęściej płuc, wymienia, narządu rodnego.

#### Gruźlica wymienia bydła
Kliniczne stwierdzenie tego rodzaju gruźlicy jest bardzo trudne. Guzki prosówkowe występujące przy uogólnieniu wczesnym są z reguły nienamacalne przy badaniach metodą palpacyjną. Na występowanie gruźlicy mogą wskazywać powiększone i czasami guzłowate węzły chłonne nadwymieniowe. Mleko jest wodniste z kłaczkami, a nawet może być w kolorze żółto-zielonkawym.

### Świnie
Świnie z reguły zakażają się gruźlicą drogą pokarmową. W związku z drogą zakażenia najczęstszymi objawami są utrata apetytu, zgarbiona postawa, biegunka. Kał cuchnący.

### Inne zwierzęta
Inne zwierzęta gospodarskie nie wykazują charakterystycznych objawów, zaś gruźlica może dotyczyć różnych narządów.
Owce chorują stosunkowo rzadko, a choroba ma przebieg przewlekły. Okres inkubacji jest bardzo długi, zmiany chorobowe obserwowane klinicznie nie są swoiste.

## Zmiany anatomopatologiczne
Ogniska gruźlicze mogą występować we wszystkich narządach. Są łatwe do rozpoznania, jeżeli mają charakter serowaty lub są zwapniałe.

## Rozpoznawanie
Gruźlicę rozpoznajemy na podstawie następujących badań: klinicznych, alergicznych, serologicznych, sekcyjnych, mikrobiologicznych.

## Rozpoznanie różnicowe
Rozpoznanie gruźlicy tylko na podstawie badań klinicznych jest trudne. W rozpoznaniu różnicowym należy brać pod uwagę następujące jednostki chorobowe: pasterelozę, promienicę, białaczkę limfatyczną, robaczycę, bąblowicę płuc, paratuberkulozę (choroba Johnego), zapalenia wymienia krów na innym tle niż gruźlicze, niedokrwistość zakaźną u koni.

## Zwalczanie
Gruźlica bydła jest chorobą zwalczaną w Polsce z urzędu.

## Historia
Gruźlica zwierząt jako choroba jest znana od dawna, pierwsze opisy tej choroby pochodzą z początków naszej ery. Jednak aż do XIX wieku gruźlicy zwierząt nie łączono z gruźlicą ludzi. Dopiero pod koniec XIX wieku wykazano możliwość przenoszenia się gruźlicy z człowieka na zwierzę.